# Antonio Mancino (carabiniere)
Antonio Mancino (Sparanise, 1919 – San Giuseppe Jato, 2 settembre 1943) è stato un carabiniere italiano, primo fra essi vittima della mafia e prima vittima del bandito Salvatore Giuliano.

## Biografia
Fu uno dei componenti della pattuglia presso la località di Quarto Mulino a San Giuseppe Jato che, il 2 settembre 1943, fermarono per caso l'allora giovanissimo Salvatore Giuliano, mentre trasportava illegalmente (con un mulo) una grossa quantità di grano. Il bandito, accorgendosi di essere stato riconosciuto, scappò e sparò alcuni colpi di rivoltella che raggiunsero l'inseguitore più vicino: Mancino. Il giovane venne immediatamente ricoverato all'ospedale di Palermo, morendo poco dopo per l'aggravarsi della ferita.
Successivamente, il 25 dicembre dello stesso anno, fu organizzata una grossa operazione da parte dell'Arma dei Carabinieri per catturare Giuliano, ma costui, appena scoperto, riuscì ancora una volta a fuggire facendo allungare così il periodo della sua latitanza che si concluderà nel 1950.